# アントニオ・アルサメンディ
アントニオ・アルサメンディ（Antonio Alzamendi、1956年6月7日 - ）は、ウルグアイ・ドゥラスノ出身の元サッカー選手。元ウルグアイ代表。ポジションはフォワード。「オルミーガ」(スペイン語で蟻)のニックネームを持つ。

## 経歴
ウルグアイのワンダラーズ・ドゥラスノでサッカー選手としてデビュー。以降、右ウイングとして活躍、アルゼンチンのCAインデペンディエンテや母国のナシオナル、ペニャロールなどでプレーした後1986年にCAリーベル・プレート（アルゼンチン）に移籍。その年のコパ・リベルタドーレス、インターコンチネンタルカップ（トヨタカップ）で優勝した。トヨタカップでは決勝ゴールを挙げて大会最優秀選手に輝き、その年の南米年間最優秀選手賞にも選ばれた。
ウルグアイ代表としては、1978年から1990年までに31試合に出場（6得点）。1986年のワールドカップメキシコ大会と1990年のイタリア大会の2大会に出場した。メキシコ大会では、初戦の西ドイツ戦で先制点を挙げている。

## タイトル

### クラブ
CAリーベルプレート
- コパ・リベルタドーレス : 1986
- インターコンチネンタルカップ : 1986

### 代表
ウルグアイ代表
- コパ・アメリカ : 1987

### 個人
- 南米年間最優秀選手賞 : 1986
- 南米年間ベストイレブン : 1986, 1987
- トヨタカップMVP 1986